# Десислава Младенова
Десислава Светославова Младенова е българска тенисистка. Състезателка е за отбора на България за Фед Къп, като актива ѝ е една победа и две загуби.

## Кариера
Започва да играе тенис от 8-годишна възраст. Неин треньор е баща ѝ Светослав Младенов. Състезателка на Тенис клуб „ЦСКА“.
Печелила е редица турнири в България. През 2002 г. на 13-годишна възраст става шампионка на двойки на държавното първенство по тенис в зала, заедно с Гергана Ганева. През 2007 г. достига до финала на държавното първенство в зала на сингъл, където губи от Жаклин Алауи, двете печелят титлата на двойки.
През 2006 г. Младенова достига до втори кръг на сингъл на турнира в Истанбул с награден фонд $25 000. През 2007 г. заедно с Воислава Лукич става шампионка на двойки в Анталия. През февруари 2008 играе първи финал в кариерата си на турнира в Мелиля (Испания), но губи от Тетяна Арефева с резултат 1:6, 6:7(1). На същия турнир достига и до полуфинал на двойки с Биляна Павлова.
През 2009 г. печели втората си титла на двойки с Таня Германлиева на турнир в румънския град Крайова.

## Класиране в ранглистата в края на годината
| Година | 2004 | 2006 | 2007 | 2008 | 2009 | 2010 |
| Сингъл | 915  | 726  | 1055 | 705  | 993  | 865  |
| Двойки | -    | -    | 483  | 525  | 667  | 777  |

## Финали

### Загубени финали на сингъл (1)
| Година | Турнир | Категория    | Съперник       | Резултат       |
| 2008   | Мелиля | ITF $ 10 000 | Тетяна Арефева | 1 – 6 6 – 7(1) |

### Титли на двойки (3)
| Година | Турнир    | Категория    | Партньор               | Съперници                         | Резултат             |
| 2007   | Анталия 1 | ITF $ 25 000 | Воислава Лукич         | Оксана Калашникова София Квацабая | 2 – 6 6 – 2 6 – 3    |
| 2009   | Крайова   | ITF $ 10 000 | Таня Германлиева       | Симона-Юлия Матей Наташа Зорич    | 4 – 6 6 – 1 [10 – 7] |
| 2011   | Истанбул  | ITF $ 10 000 | Андрея-Роксана Вайдяну | Ганна Пивен Анастасия Василиева   | 4 – 6 6 – 1 [10 – 5] |

### Загубени финали на двойки (7)
| Година | Турнир   | Категория    | Партньор         | Съперници                              | Резултат              |
| 2008   | Истанбул | ITF $ 10 000 | Пемра Йозген     | Чен Астрого Волха Дуко                 | 5 – 7 6 – 1 [5 – 10]  |
| -      | София    | ITF $ 10 000 | Емили Баке       | Мария Малхасян Оксана Павлова          | 2 – 6 1 – 6           |
| 2009   | Букурещ  | ITF $ 10 000 | Далия Зафирова   | Лаура-Йоана Андрей Диана-Андрея Гае    | 1 – 6 7 – 5 [12 – 14] |
| -      | Волос    | ITF $ 10 000 | Таня Германлиева | Олга Брозда Юстина Йегьолка            | 6 – 4 4 – 6 [7 – 10]  |
| 2010   | Крайова  | ITF $ 10 000 | Таня Германлиева | Александра Каданцу Александра Дамасчин | 3 – 6 3 – 6           |
| -      | Букурещ  | ITF $ 10 000 | Далия Зафирова   | Диана Еначе Кристина-Андреа Миту       | 3 – 6 1 – 6           |
| 2011   | Истанбул | ITF $ 10 000 | Аня Прислан      | Лаура-Йоана Андрей София Квацабая      | 2 – 6 2 – 6           |